# Australie aux Jeux olympiques d'hiver de 1936
L'Australie participe aux Jeux olympiques d'hiver de 1936, qui ont lieu à Garmisch-Partenkirchen en Allemagne. Représenté par un athlète, Kenneth Kennedy, ce pays prend part aux Jeux d'hiver pour la première fois et ne remporte pas de médaille.

## Résultats

### Patinage de vitesse
| 500 m   | Kenneth Kennedy | 47 s 4       | 29 |
| 1 500 m | Kenneth Kennedy | 2 min 31 s 8 | 33 |
| 5 000 m | Kenneth Kennedy | 9 min 48 s 9 | 33 |